# La caccia (film 1966 Stati Uniti d'America)
La caccia (The Chase) è un film del 1966, diretto da Arthur Penn ed interpretato da Marlon Brando, Jane Fonda, Robert Redford e Robert Duvall.

## Trama
Calder, felicemente sposato con Ruby, è divenuto sceriffo di Tarl, piccola cittadina del Texas, grazie anche all'appoggio fornitogli da un esponente in vista della cittadina, il miliardario Val Rogers.
La festa del sabato sera, con i ricchi riuniti a festeggiare il compleanno di Val e i borghesi a ubriacarsi e corteggiare ciascuno la moglie di un altro, viene sconvolta dalla notizia che un giovane del paese, Bubber Reeves, è fuggito dal penitenziario. Molti pensano di aver qualcosa da temere da lui e tra questi Edwin, responsabile della prima incarcerazione dell'evaso, avendo mentito su di un furto di denaro, e Val Rogers, il cui unico figlio Jake Rogers, durante la detenzione del ricercato ha ripreso la propria relazione sentimentale con Anna, la moglie di Bubber. I due giovani infatti, da sempre innamorati, non hanno mai potuto concretizzare legalmente il loro grande amore perché appartenenti a diverse classi sociali, ma soprattutto per l'opposizione del padre di lui: così hanno finito per sposare due persone del loro rispettivo ceto.
All'interesse personale contro il fuggitivo si aggiunge la rabbia di alcuni cittadini che s'improvvisano "vigilantes" alla caccia del fuggiasco. Questi, pur volendo fuggire inizialmente in Messico, salta su un treno merci che si dirige nella direzione opposta a quella voluta, ed appena scopre da una famiglia messicana trovata su un vagone l'errore commesso, cerca di rimediare gettandosi in un fiume che scorre sotto un ponte ferroviario. Ormai però è troppo tardi e l'evaso finisce per tornare al suo paese natio. Nascosto in un parco di rottamazione di auto, inguaia il povero uomo di colore che lo gestisce, quasi imponendogli di andare a cercare la moglie Anna affinché gli dia del denaro per fuggire. Calder, unico a fare il suo dovere, viene malmenato da quattro vigilantes.
Parte quindi una caccia all'uomo, con tutto il paese che, appreso grazie alla stolidezza del miliardario Rogers che il fuggiasco è nascosto dallo sfasciacarrozze, si reca sul luogo in massa cercando di stanare il ricercato con il fuoco. L'incendio si propaga all'intero parco di auto e nel caos che ne segue Jake Rogers muore, travolto da un rottame che gli rovina addosso. Calder, pur malconcio, riesce a impedire il linciaggio dell'evaso ma, quando è ormai sulla soglia del suo ufficio di sceriffo, uno degli esaltati ubriachi spara a Bubber, uccidendolo.
L'indomani Calder lascia spontaneamente incarico e città.

## Produzione
La pellicola fu sottoposta a numerosi tagli voluti dal produttore Sam Spiegel che fece eliminare l'ampia descrizione della vita della popolazione afroamericana del Sud degli States, concepita dalla sceneggiatura originaria come "controcanto" alla società bianca. Sempre per volontà della produzione fu ridotto pure lo spazio narrativo previsto per diversi personaggi, su tutti quello interpretato da Angie Dickinson. Per il ruolo del protagonista si pensò inizialmente anche a Peter O'Toole, nuovo divo britannico divenuto molto richiesto dopo il grande successo di Lawrence d'Arabia (1962) di David Lean, che era stato a suo tempo proposto proprio a Brando. In un piccolo ruolo appare anche Jocelyn Brando, sorella maggiore del divo. Faye Dunaway, allora poco più che esordiente, venne chiamata per un provino, ma il personaggio venne poi affidato a Jane Fonda, in uno dei suoi primi ruoli drammatici; il regista però decise di richiamare la Dunaway per il film successivo Gangster Story (1967), del quale divenne protagonista.